# Peter Muckenhuber

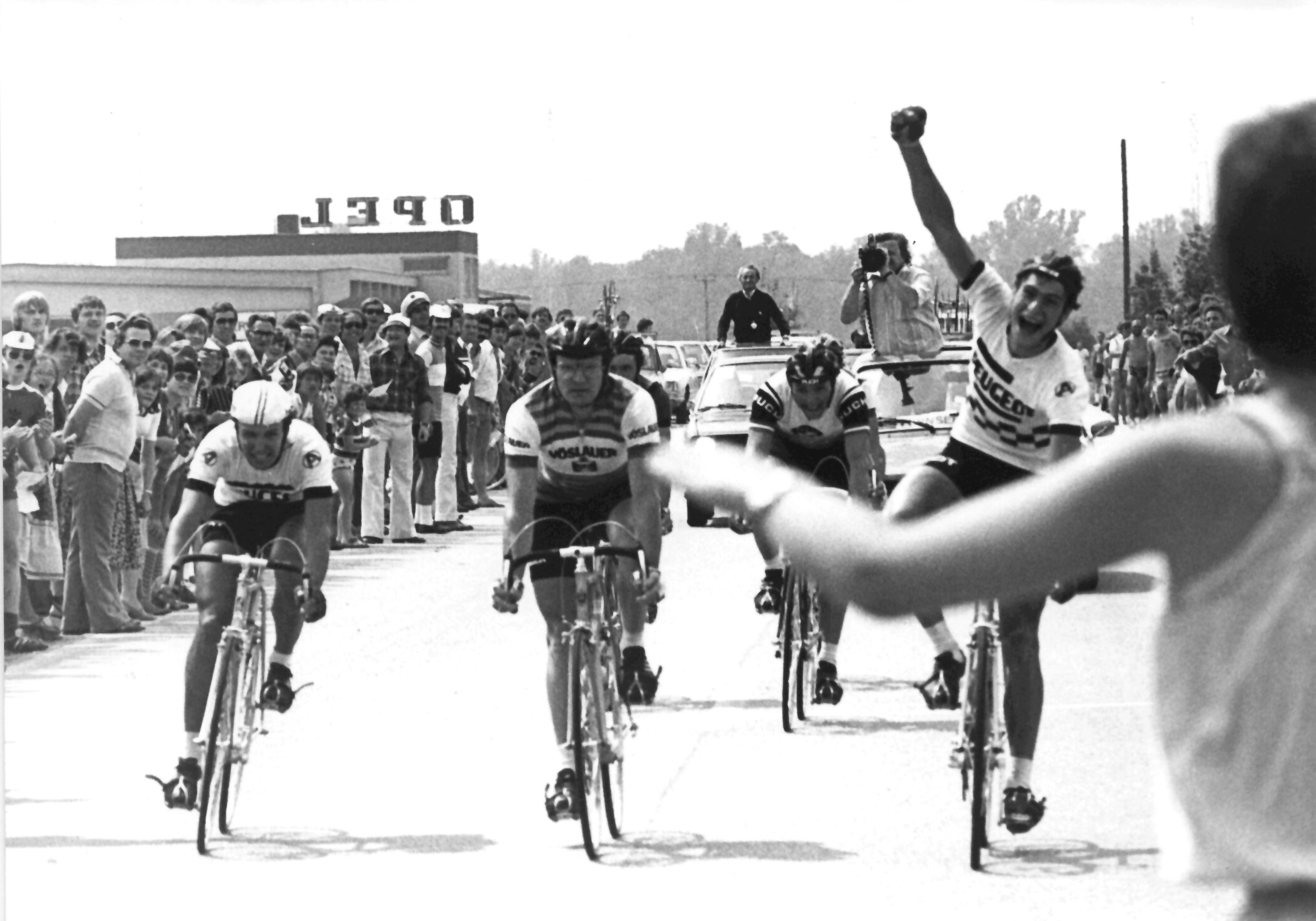
Österreichische Meisterschaft 1976: 1. Herbert Spindler, 2. Leo Karner, 3. Peter Muckenhuber, 4. Hans Summer

Peter Muckenhuber (* 16. Februar 1955) ist ein ehemaliger österreichischer Radrennfahrer.
1978 siegte er in der Niederösterreich-Rundfahrt und kam in der Steiermark-Rundfahrt auf den 3. Platz. 1980 sowie 1982 wurde Peter Muckenhuber Österreichischer Staatsmeister im Straßenrennen der Elite, nachdem er schon 1977 und 1978 jeweils den dritten Platz belegt hatte. Mehrfach entschied er Etappen der Österreich-Rundfahrt für sich. 1984 wurde er nochmals Österreichischer Vizemeister auf der Straße. 1985 erreichte er mit dem Straßenvierer aus Österreich den 10. Platz im Mannschaftszeitfahren bei den UCI-Straßen-Weltmeisterschaften.
Zweimal, 1980 und 1984, nahm Muckenhuber an Olympischen Sommerspielen im Mannschaftszeitfahren teil.